# 五色 (電影)
《五色》（精確拼音：Pancawarna）是一部在1941年上映的荷属东印度（今印度尼西亚）電影。

## 故事大綱
一個男子身陷囹圄，在此期間，他年輕的妻子必須克服重重困難，獨力撫養兩個女兒，後來貴族出身的男子拉登·加鐸（Raden Gatot）收養了她，跟她墜入愛河。之後女子和丈夫離婚，跟加鐸結婚，但是前夫出獄後，決定要挑戰加鐸，和前妻重修舊好。在結局中，女子需要為了女兒做出一個正確的選擇。

## 製作
《五色》一片由曹星漢（Tjho Seng Han）出品， 由楊眾生執導，是兩人為東方影業製作的電影。楊眾生在1940年和妻子菲菲·楊簽約加盟東方影業，並一起參與電影《馬塔蘭的短劍》的製作過程。
本片由菲菲·楊、莫赫達·威查雅（Mochtar Widjaja）、達莉亞、伊德里斯·馬沙（Idris Martha）、奧馬爾·羅德里加（Omar Rodriga）、S·波尼曼（S Poniman）、西蒂·阿米娜（Siti Aminah）、伊葉姆·芝拉扎（Iyem Cilacap）和蘇莉普主演，共有12首配樂，其中包括格朗章歌曲、六弦琵琶樂曲和帶有巽他風情的歌曲，因此本片也被稱為荷屬東印度第一部歌舞片。

## 發行與反響
《五色》在1941年3月上映，獲評定為適合13歲以上人士觀看的電影。《泗水商報》一篇影評形容，這是一部優秀的電影，既具有幽默感，也具備鮮明的戲劇元素；影評又特別讚賞電影的技術細節，以及達莉亞、菲菲·楊兩人的演出。《巴達維亞新聞報》另一篇影評則對菲菲·楊的演出加以讚賞。
這是楊眾生最後一部為東方影業執導的電影，不久後他便和菲菲·楊一起轉投大華影業（Majestic Film）。東方影業最後一部電影《血的呼喚》也是1941年的作品，由達莉亞、蘇莉普領銜主演，莫赫達·威查雅和S·波尼曼也參與了演出，故事講述一對失去雙親的姐妹在殖民地首府巴達維亞（今雅加達）設法謀生的經歷。不久後東方影業結業，自此威查雅就沒有參演過任何電影，但是達莉亞、蘇莉普和波尼曼都選擇留在電影業，一直活躍了數十年。
這部電影如今很可能已经散佚。荷属东印度的电影胶卷以非常易燃的硝化纤维制成，1952年印尼國家電影製片廠的仓库失火，大部分物品毀於一旦，後來為了消除火災隱患，所有存放老電影的硝化纖維膠片都被銷毀。因此，美国视觉人类学家卡尔·G·海德推论，所有在1950年前制作的印尼电影均已散失。不过，J·B·克里斯坦托（J.B. Kristanto）在《印尼电影目录》中表示，印尼电影资料馆把好几部荷属东印度电影保存下來。印尼電影史學家米斯巴赫·尤薩·比蘭还指出，荷兰政府新闻处收藏了几部日本宣传电影，使之留存至今。

## 註腳
1. 1 2 3  Soerabaijasch Handelsblad 1941, Sampoerna.
2. 1 2  Bataviaasch Nieuwsblad 1941, Rex.
3. 1 2 3  Filmindonesia.or.id, Pantjawarna.
4. ↑  Biran 2009，第228頁.
5. 1 2 3  Biran 2009，第229頁.
6. ↑  Soerabaijasch Handelsblad 1941, (untitled).
7. ↑  Filmindonesia.or.id, Panggilan Darah.
8. ↑  Filmindonesia.or.id, Filmografi Mochtar Widjaja.
9. ↑  Filmindonesia.or.id, Filmografi Dhalia; Filmindonesia.or.id, Filmografi Soerip; Filmindonesia.or.id, Filmografi S Poniman
10. ↑  Biran 2012，第291頁.
11. ↑  Heider 1991，第14頁.
12. ↑  Biran 2009，第351頁.